# Örökség (album)
Az Örökség az Edda Művek magyar rockegyüttes  huszonhatodik albuma. Hosszas hallgatás után jelent meg, de az együttes felállása változatlan maradt. Merőben új, magyaros, népies motívumokat, stílusokat tartalmaz. Egyben azon kételkedők számára is felelet volt, akik bírálták Patakyt amiatt, mert fellépett a Dáridó című tévéműsorban, és Dáridó Pataky-módra címmel mulatós lemezt jelentetett meg.

## Számok listája
1. Táltos örökség
2. A világ közepén
3. Csak bírd ki
4. Kirakatváros
5. Szerelemre éhes
6. Totálbrutál
7. A mese
8. A hab és a torta
9. Bánat Blues
10. Tombol a nyár
11. Régóta vártam

## Az együttes felállása
- Alapi István – szólógitár
- Gömöry Zsolt – billentyűs hangszerek
- Hetényi Zoltán – dob, ütőhangszerek
- Kicska László – basszusgitár
- Pataky Attila – ének